# اوتیانکا
اوتیانکا (به لاتین: Utyanka) یک منطقهٔ مسکونی در روسیه است که در سرزمین آلتای واقع شده‌است.